# 大板站
大板站是一个集通线上的铁路车站，位于内蒙古自治区赤峰市巴林右旗大板镇，建于1995年，目前为四等站，邮政编码为025150。目前客运：办理旅客乘降；行李、包裹托运；货运：办理整车货物发到。

## 相关列车
- K1518/1519、K1520/1517次列车
- T302/303、T304/301次列车